# Kai Taylor
Kai James Taylor (Brisbane, 18 de agosto de 2003) es un deportista australiano que compite en natación, especialista en el estilo libre. Es hijo de la exnadadora Hayley Lewis.
Participó en los Juegos Olímpicos de París 2024, obteniendo una medalla de plata en la prueba de 4 × 100 m libre. Ganó cinco medallas en el Campeonato Mundial de Natación entre los años 2023 y 2025.

## Palmarés internacional
| Juegos Olímpicos   | Juegos Olímpicos    | Juegos Olímpicos  | Juegos Olímpicos      |
| Año                | Lugar               | Medalla           | Prueba                |
| ------------------ | ------------------- | ----------------- | --------------------- |
| 2024               | París (Francia)     | Medalla de plata  | 4 × 100 m libre       |
| Campeonato Mundial |                     |                   |                       |
| Año                | Lugar               | Medalla           | Prueba                |
| 2023               | Fukuoka (Japón)     | Medalla de oro    | 4 × 100 m libre       |
| 2023               | Fukuoka (Japón)     | Medalla de bronce | 4 × 200 m libre       |
| 2024               | Doha (Catar)        | Medalla de plata  | 4 × 100 m libre mixto |
| 2025               | Singapur (Singapur) | Medalla de oro    | 4 × 100 m libre       |
| 2025               | Singapur (Singapur) | Medalla de bronce | 4 × 200 m libre       |